# Гран-Морелос (муниципалитет)
Гран-Морелос (исп. Gran Morelos) — муниципалитет в Мексике, штат Чиуауа с административным центром в посёлке Сан-Николас-де-Карретас. Численность населения, по данным переписи 2010 года, составила 3209 человек.

## Общие сведения
Название Gran Morelos с испанского языка можно перевести как Великий Морелос, дано в честь национального героя и борца за независимость Мексики Хосе Мария Морелоса.
Площадь муниципалитета равна 485 км², что составляет 0,2 % от общей площади штата, а наивысшая точка — 1951 метр, расположена в поселении Сан-Хуан-де-Эчеверсеа.
Он граничит с другими муниципалитетами штата Чиуауа: на севере с Куаутемоком и Рива-Паласио, на востоке с Санта-Исабелем, на юге с Белисарио-Домингесом, и на западе с Кусиуирьячи.

## Учреждение и состав
Муниципалитет был образован в 1825 году, в его состав входит 35 населённых пунктов, самые крупные из которых:
| Код INEGI | Населённый пункт                                                                        | Численность населения (2005 год) | Численность населения (2010 год) |
| --------- | --------------------------------------------------------------------------------------- | -------------------------------- | -------------------------------- |
| 026       | Всего                                                                                   | 3092                             | 3209                             |
| 0001      | Сан-Николас-де-Карретас (исп. San Nicolás de Carretas) 28°14′55″ с. ш. 106°30′36″ з. д. | 693                              | 726                              |
| 0018      | Ла-Пас (исп. La Paz) 28°12′17″ с. ш. 106°28′17″ з. д.                                   | 583                              | 677                              |
| 0002      | Эль-Агуахе (исп. El Aguaje) 28°18′42″ с. ш. 106°29′30″ з. д.                            | 254                              | 254                              |
| 0026      | Трес-Охитос (исп. Tres Ojitos) 28°19′25″ с. ш. 106°39′23″ з. д.                         | 139                              | 152                              |
| 0016      | Махалька (исп. Majalca (Barrio Allende)) 28°13′26″ с. ш. 106°34′14″ з. д.               | 154                              | 144                              |

## Экономика
По статистическим данным 2000 года, работоспособное население занято по секторам экономики в следующих пропорциях: сельское хозяйство, скотоводство и рыбная ловля — 43,3 %, промышленность и строительство — 25,6 %, сфера обслуживания и туризма — 29,7 %, прочее — 1,4 %.

## Инфраструктура
По статистическим данным 2010 года, инфраструктура развита следующим образом:
- электрификация: 97,6 %;
- водоснабжение: 97,4 %;
- водоотведение: 90,8 %.

## Фотографии

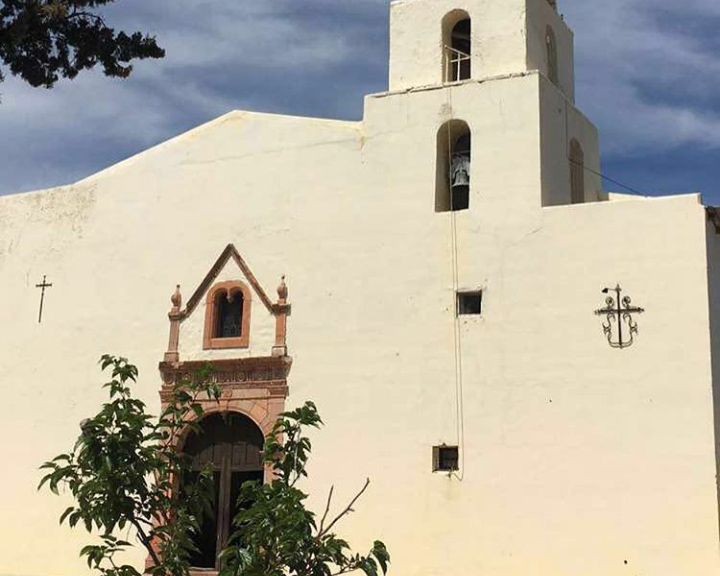
Церковь в Сан-Николас-де-Карретасе
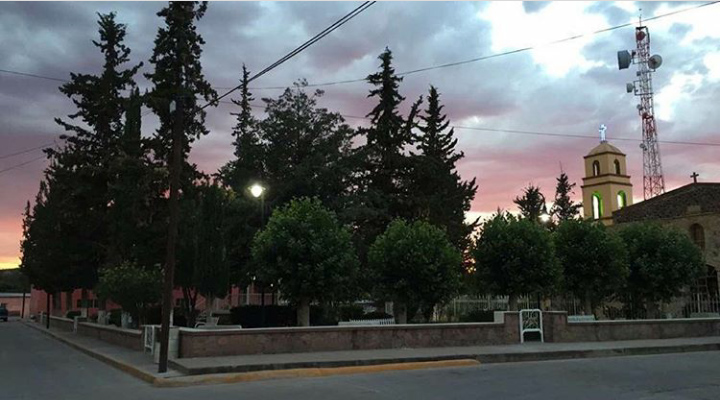
Центр Ла-Паса